# 클라라 세구라
클라라 세구라(Clara Segura, 1974년 5월 6일 ~ )는 스페인의 배우이다.

## 출연 작품
- 미치도록 사랑해 - 정신병원 원장 역